# トマス・フォーテスキュー (初代クラーモント男爵)

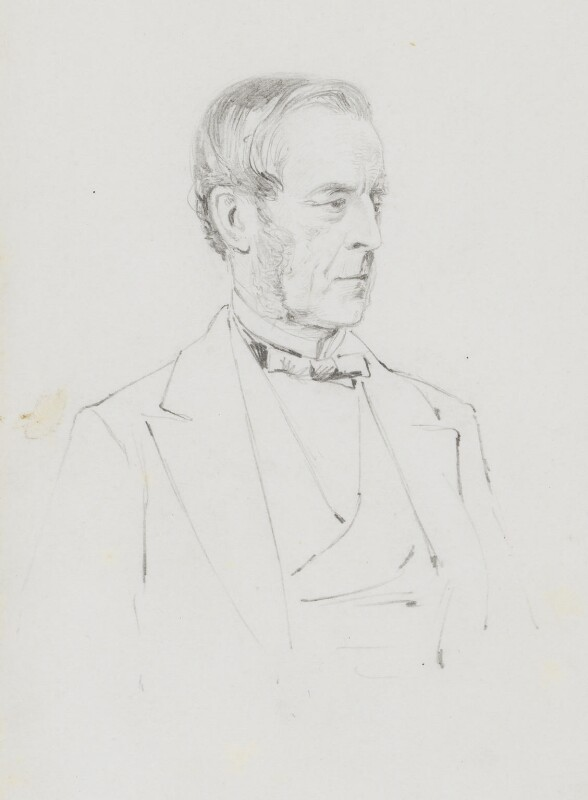
初代クラーモント男爵。フレデリック・サージェント（Frederick Sargent）による素描。

初代クラーモント男爵トマス・フォーテスキュー（英語: Thomas Fortescue, 1st Baron Clermont、1815年3月9日 – 1887年7月29日）は、イギリスの政治家、貴族。ホイッグ党に所属し、1840年から1841年まで庶民院議員を務めた。

## 生涯

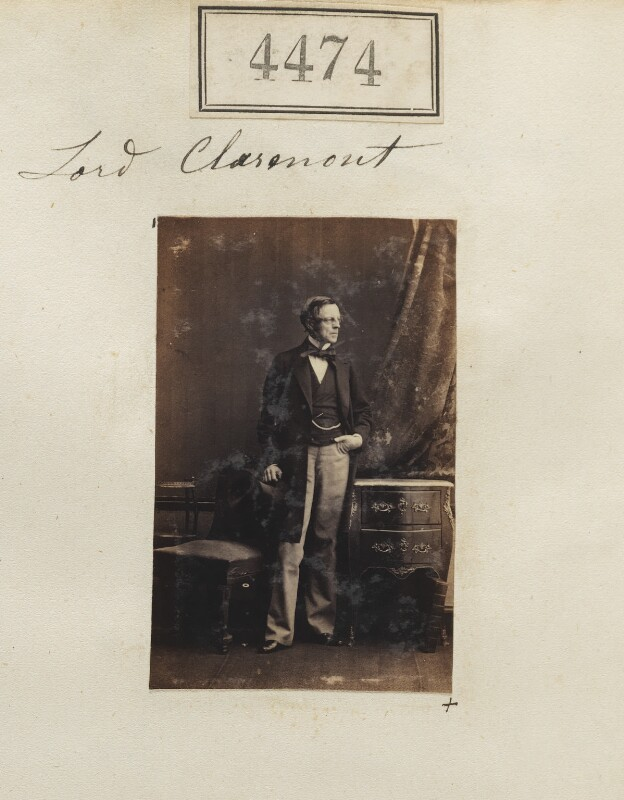
初代クラーモント男爵の肖像写真。カミーユ・シルヴィ撮影、1861年。

チチェスター・フォーテスキュー（1826年11月25日没）と妻マーサ・エンジェル（Martha Angel、旧姓ホブソン（Hobson）、サミュエル・ミード・ホブソンの娘）の息子として、1815年3月9日に生まれた。1833年8月2日に遠戚にあたる第7代準男爵サー・ヘンリー・ジェームズ・グッドリックが生涯未婚のまま死去すると、その遺産を継承した。1833年5月9日にオックスフォード大学エクセター・カレッジに入学、1837年にB.A.の学位を修得した。
1839年、ラウス県長官を務めた。ホイッグ党、のち自由党に属し、1840年7月から1841年7月までラウス県選挙区の代表として庶民院議員を務めた。ラウス県選挙区では1847年に影響力を用いて弟チチェスターを当選させた。『オックスフォード英国人名事典』によれば、フォーテスキューは病気不安症だったという。
ジャガイモ飢饉では救済委員会を通じた救済に尽力し、すばらしい地主と評された。
1852年2月11日、アイルランド貴族であるラウス県におけるドロミスケンのクラーモント男爵に叙された。この爵位には特別残余権（special remainder）が定められ、初代男爵の男系男子が断絶した場合はその弟チチェスターおよびその男系子孫が継承できるとした。1800年合同法に基づき、アイルランド貴族爵位の創設には爵位3つの廃絶が必要であり、この男爵位の特許状ではランクリフ男爵、ニュージェント男爵、ロスコモン伯爵の廃絶を爵位創設の根拠とした。1853年8月2日、アイルランド貴族代表議員選挙への投票権を認められた。
1866年5月2日、連合王国貴族であるラウス県におけるクラーモント・パークのクラーモント男爵に叙された。この爵位に特別残余権は定められなかった。
1887年7月29日にレイヴェンスデイル・パークで死去、ジョーンズバラ教会（Jonesborough Church）に埋葬された。クラーモント・パークのクラーモント男爵位は廃絶、ドロミスケンのクラーモント男爵位は特別残余権に基づき弟チチェスターが継承した。

## 家族
1840年9月26日、ルイーザ・グレース・バトラー（Louisa Grace Butler、1816年7月18日 – 1896年11月8日、初代オーモンド侯爵ジェームズ・バトラーの娘）と結婚した。

## 関連図書
- Ó Néill, Pádraig (1997). "The Fortescues of County Louth". Journal of the County Louth Archaeological and Historical Society (英語). County Louth Archaeological and History Society. 24 (1): 5–20. doi:10.2307/27729806. JSTOR 27729806。
- Clinton, Georgina (1997). "Relief Committee Membership in the Union of Dundalk During the Great Irish Famine". Journal of the County Louth Archaeological and Historical Society (英語). County Louth Archaeological and History Society. 24 (1): 51–59. doi:10.2307/27729809. JSTOR 27729809。